# Nationalistische Partij van Groot-Vietnam
De Nationalistische Partij van Groot-Vietnam (Vietnamees: Đại Việt Quốc dân đảng), ook bekend als de Dai Viet Partij of onder de afkorting DVQDD, is een Vietnamese politieke partij. De partij is sinds 1975 illegaal in Vietnam zelf, maar opereert vanuit Californië, Verenigde Staten van Amerika en zegt te streven naar een meerpartijendemocratie.

## Geschiedenis
De DVQDD werd in 1939 opgericht. De voornaamste oprichter van de partij was Truong Tu Anh, een student aan de Universiteit van Hanoi. De aanhang van de DVQDD kon men in de beginjaren vooral aantreffen onder studenten. De partij streefde naar een "Groot-Vietnam," een territoriaal herstel van het Dai Viet (= Groot-Vietnamees) Rijk zoals dat in de middeleeuwen bestond. De DVQDD was nationalistisch en wenste een spoedig einde aan de Franse heerschappij over het land en was tegelijkertijd fel anticommunistisch. Pluvier noemt de partij "fascistisch." De DVQDD kende een militaire tak die werd getraind door de Kwomintang in China en verwikkeld was in een guerrillastrijd met de Fransen.
Tijdens de Tweede Wereldoorlog werd samenwerking met Japan gezocht en wist de partij zich te consolideren in een aantal provincies van Vietnam. Na de oorlog werd onder leiding van de Indochinese Communistische Partij de Democratische Republiek Vietnam uitgeroepen met Ho Chi Minh als president. De communistische regering wist de invloed van de DVQDD te breken en liet verscheidene van haar leiders gevangenzetten of doden. Onder de gedode leiders van de partij was ook oprichter Truong Tu Anh. Na enkele jaren herleefde de partij in het door Bao Dai gecontroleerde deel van Vietnam, de Staat Vietnam (oftewel: Zuid-Vietnam). De leiding van de DVQDD claimde begin jaren vijftig dat de partij ruim 200.000 leden zou hebben. In 1954 was partijlid Phan Huy Quat voor de eerste keer premier. Het regime van president Ngo Dinh Diem (1954-1962) in Zuid-Vietnam, dat volgde op het bewind van Bao Dai, stond afwijzend tegenover de DVQDD en de partij maakte deel uit van de oppositie. De DVQDD was betrokken bij diverse samenzweringen tegen president Diem. Relatief veel officieren van het Zuid-Vietnamese leger sympathiseerden met de DVQDD of waren (in het geheim) lid van de partij. Een aantal van deze officieren was in 1963 betrokken bij de staatsgreep waarbij Diem werd vermoord. Sindsdien was de DVQDD in de regering van Zuid-Vietnam vertegenwoordigd. In 1965 was Phan Huy Quat voor de tweede keer premier van Zuid-Vietnam. Hij diende onder president Nguyen Van Thieu. In datzelfde jaar scheidde een radicale vleugel zich van de DVQDD af en noemde zich de Revolutionaire Dai Viet Partij. Deze partij stond onder leiding van minister van Binnenlandse Zaken Ha Thuc Ky.
Op 25 mei 1969 vormden verschillende Zuid-Vietnamese partijen, waaronder de DVQDD, op instigatie van president Thieu, het Nationaal Sociaal-Democratisch Front. In september 1969 werd Tran Thiem Khiem van de DVQDD premier van Zuid-Vietnam. Hij bleef deze post bezetten tot een maand voor de val van Saigon in maart 1975. Na de val van het Zuid-Vietnamese regime werd de QDVDD door de communistische autoriteiten verboden. Vietnamese ballingen in de Verenigde Staten van Amerika zetten de activiteiten van de QDVDD echter voort.

## Bron
- (en)  Pham Cao Duong: Artikel "Dai Viet Quoc Dan Dang" in The Encyclopedia of the Vietnam War, onder redactie van Spencer C. Tucker, ABC-CLIO, Santa Barbara, Californië 2011, p. 253